# Triuris alata
Triuris alata är en enhjärtbladig växtart som beskrevs av Alexander Curt Brade. Triuris alata ingår i släktet Triuris och familjen Triuridaceae. Inga underarter finns listade.